# Zaguiéta
 Zaguiéta è una città e sottoprefettura della Costa d'Avorio appartenente al dipartimento di Bouaflé. Conta una popolazione di 46 266 abitanti (censimento 2014).